# Expérience de Joule

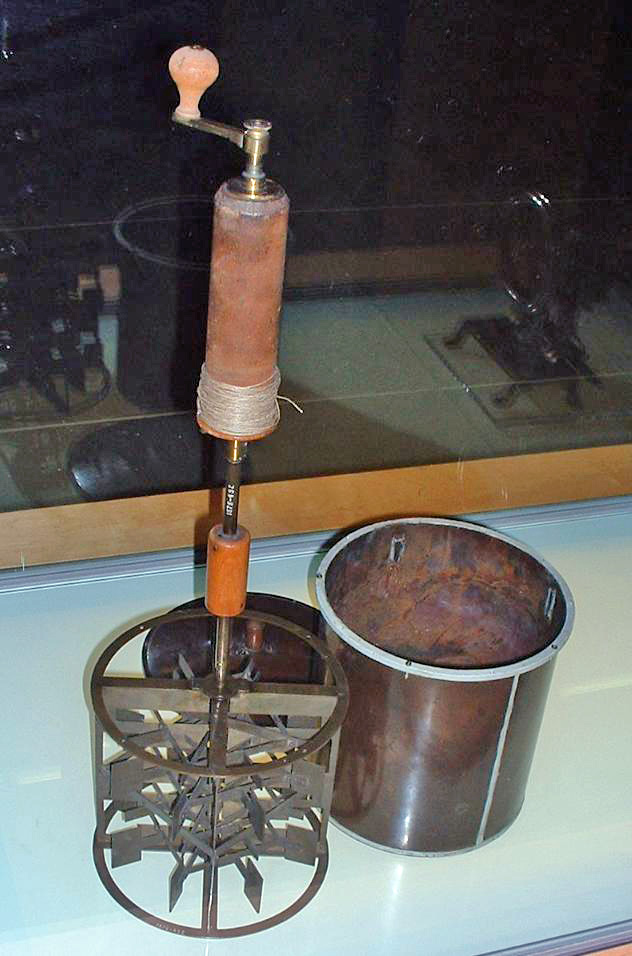
Dispositif expérimental de 1845.

L'expérience de Joule est une expérience consistant à agiter un fluide en lui fournissant un travail connu et à mesurer l'élévation de température qui en résulte par frottement visqueux. Réalisée originellement par James Prescott Joule, le fluide étant de l'eau et le travail fourni par la rotation de pales entraînées par la chute d'une masse, l'expérience a mesuré l'énergie qu'il fallait fournir à 1 g d'eau pour élever sa température de 1 °C. Plus généralement, elle a permis d'établir l'équivalence entre travail (énergie mécanique) et chaleur (énergie thermique).

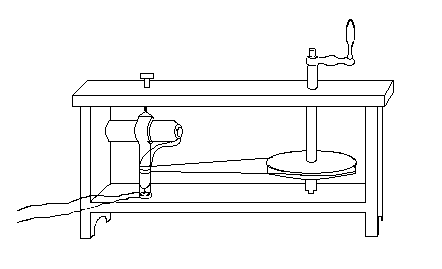
Schéma du premier dispositif expérimental (1843).

Une première expérience, moins convaincante, utilisait un frottement solide.